# Ina Scot
| Årets häst        |                    |                    |
| 1991              | 1992               | 1993               |
| Peace Corps       | Ina Scot           | Ina Scot           |
| Stig H. Johansson | Kjell P. Dahlström | Kjell P. Dahlström |

| Årets häst         |                    |              |
| 1992               | 1993               | 1994         |
| Ina Scot           | Ina Scot           | Copiad       |
| Kjell P. Dahlström | Kjell P. Dahlström | Erik Berglöf |

| Årets häst   |                    |               |
| 1994         | 1995               | 1996          |
| Copiad       | Ina Scot           | Zoogin        |
| Erik Berglöf | Kjell P. Dahlström | Åke Svanstedt |

Ina Scot, född 22 juni 1989, död 21 december 2013, var en svensk varmblodig travhäst. Hon tränades av Kjell P. Dahlström. Med Helen A. Johansson i sulkyn vann hon Prix d'Amérique 1995, där Johansson även blev den första segrande kvinnliga kusken i loppets historia. Totalt vann Ina Scot 54 av 90 lopp i karriären. Ina Scot avlivades den 21 december 2013 efter att ha fallit omkull i hagen och skadats. Hon blev invald i Travsportens Hall of Fame 2013.
Ina Scot tillhör världens bästa ston genom tiderna, och är en av de hästar som betytt mest för svensk travsport.[källa behövs]

## Karriär
Ina Scot började att tävla som tvååring och sprang in 20,3 miljoner kronor på 90 starter varav 54 segrar, 11 andraplatser och 6 tredjeplatser. Bland hennes främsta meriter räknas segrarna i Svenskt Travkriterium (1992), Breeders' Crown (1992, 1993), Stora Treåringsprisets Stoavdelning (1992), Färjestads Nordiska Treåringspris (1992), Drottning Silvias Pokal (1993), Stochampionatet (1993), Svenskt Travderby (1993), Grand Prix l’UET (1993), Prix d'Amérique (1995), Gran Premio Lotteria (1995) och Oslo Grand Prix (1996).

### Tiden som unghäst
Efter elva inledande starter som alla gav prispengar inledde Ina Scot en lång segerrad. Det blev 31 raka segrar med början i ett Breeders' Crown-försök på Jägersro 28 april 1992 och slutade med seger i Breeders' Crown-finalen i Kalmar 27 november 1993. De flesta segrarna tog med god marginal till konkurrenterna trots att hon oftast tävlade i skarp konkurrens mot hingstar och utländska stjärnor.
1993 blev ett rekordår både vad gäller antal segrar och insprungna pengar. Hon vann 17 segrar av lika många möjliga och sprang in 6 861 000 kronor. I StoChampionatet och Svenskt Travderby fick hon dubbla prispengar då hon året innan vunnit både Guldstoet och Derbyhoppet. I StoChampionatet var det 1,5 miljoner kronor, en summa som ingen häst vunnit på en svensk travbana före det. I Svenskt Travderby blev det nytt rekord då Ina Scot fick 2,6 miljoner kronor.
Efter framgångarna som tre- och fyraåring blev 1994 ett mellanår, men i hälften av loppen var Ina Scot segrare. Hon vann lopp i Sverige, Norge och Finland.

### In i världseliten
Ina Scot började 1995 med att bli oplacerad i Prix de Belgique och i Prix d'Amérique sattes Helen A. Johansson upp som kusk. Johansson gav Ina Scot ett perfekt lopp bakom favoriten Vourasie och vann. Efter segern i Prix d'Amérique bar det iväg till Cagnes-sur-Mer där Ina Scot blev trea i sprinterloppet Criterium de Vitesse de la Cote d'Azur. Två andraplatser, en i Turin och en i Olympiatravet på Åbytravet följde innan det var dags att starta i Gran Premio della Lotteria i Neapel. Ina Scot vann sitt försök och finalen. Det blev fem segrar till senare under året.
Ina Scot drabbades av skador under 1996 och gjorde endast sex starter under året. I Prix d'Amérique blev det en fjärdeplats och i ett stayerlopp på Mantorp en tredjeplats innan det var dags för Oslo Grand Prix. I Oslo tog Ina Scot sin sista seger på världsrekordtiden 1.12,9am.
Sista starten gjorde Ina Scot på Solvalla i ett försök till 1996 års upplaga av Elitloppet där hon blev oplacerad. Efter den starten bestämde sig ägarna för att låta henne sluta tävla och istället bli verksam som avelssto.